# Viaticum
De teerspijze of het viaticum is in de Rooms-Katholieke Kerk een geconsecreerde hostie (ook "Heilig Sacrament" of "Allerheiligste" genoemd), die als (laatste) Heilige Communie wordt toegediend aan iemand die in stervensgevaar verkeert. Het viaticum maakt deel uit van de laatste heilige sacramenten. Hiermee worden drie sacramenten bedoeld: de (laatste) biecht, de ziekenzalving (met heilige olie) en de (laatste) communie.

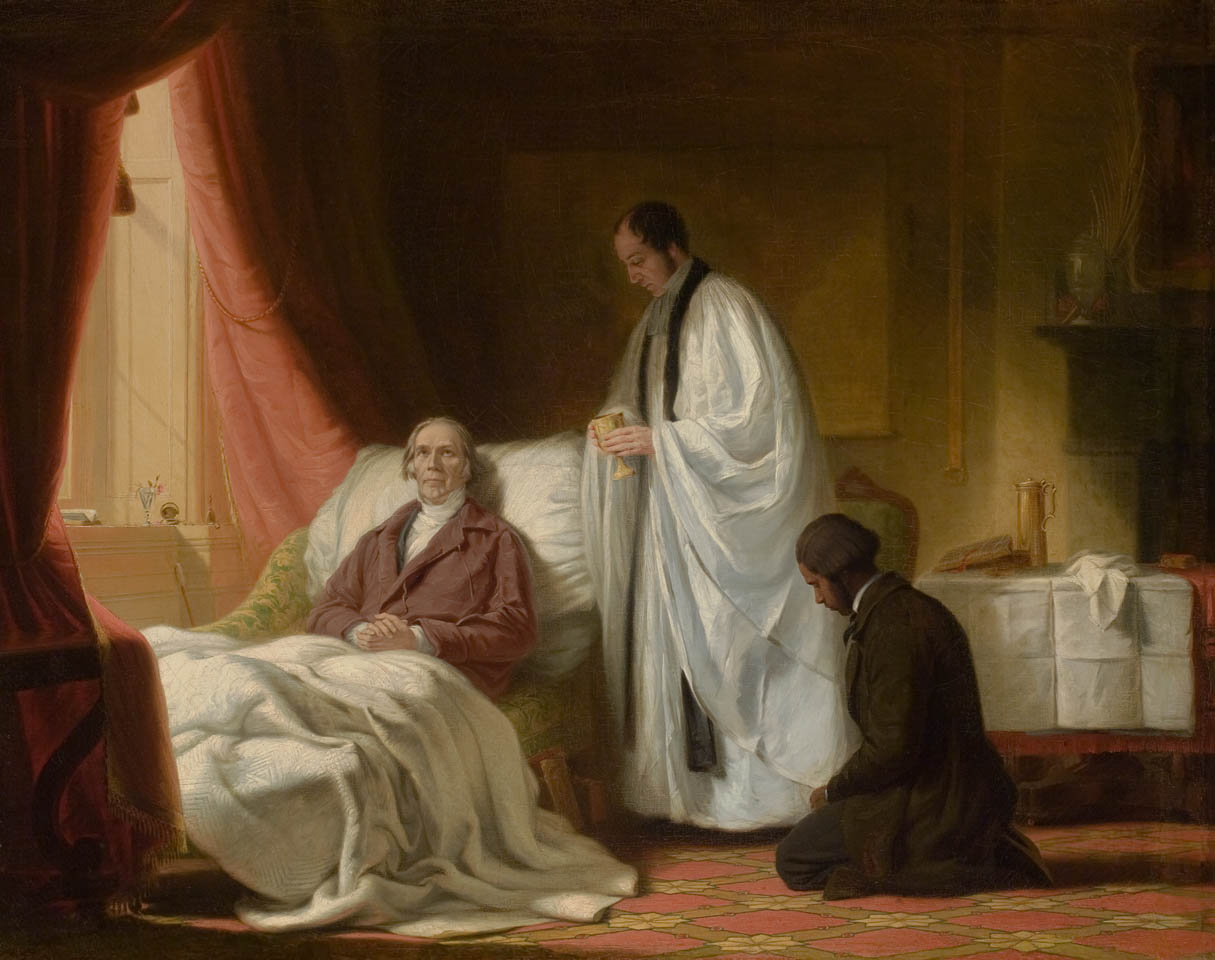
Het toedienen van de Laatste Heilige Communie (Robert Weir, 1852)

Het viaticum kan worden bediend in een separate plechtigheid, dan wel in een gecombineerde liturgie van biecht, zalving en communie. In het laatste geval is de bedienaar de priester, in het eerste geval kan ook een diaken de communie brengen aan de stervende. De priester of diaken wordt bij zijn bezoek meestal vergezeld van één of meerder misdienaars of acolieten, soms met processiekruis en flambouwen. De stoet met het viaticum werd vroeger ook wel "kleine sacramentsprocessie" genoemd, naar analogie met de 'grote' sacramentsprocessie, waarin eveneens de geconsecreerde hostie wordt meegevoerd.
Doorgaans is een viaticumviering een indrukwekkende gebeurtenis, die in het teken staat van het naderende afscheid. Vaak zijn familieleden, vrienden en bekenden aanwezig om de stervende te ondersteunen.